# 동우팜투테이블
주식회사 동우팜투테이블은 군산도시가스를 모회사로 둔 닭고기 기업이다.

## 역사
1993년 2월 화성식품으로 설립되어 2006년 6월 코스닥 시장에 상장되었다.

## 논란
2021년 산업은행이 동우팜투데이블에 대하여 불법 대출이 이뤄졌음을 확인하고 대출금 을 전액 회수한 적이 있어 논란이 된 적이 있다.